# 內尼島
68°12′S 67°03′W / 68.200°S 67.050°W
內尼島是南極洲的島嶼，位於葛拉漢地西面對開海面，長2.4公里，最高點海拔高度675米，該島由英國探險隊發現，島上無人居住，現時由南極條約體系管理。